# Jinghan Zhen
Jinghan Zhen (kinesiska: 景罕, 景罕镇) är en köping i Kina. Den ligger i provinsen Yunnan, i den sydvästra delen av landet, omkring 490 kilometer väster om provinshuvudstaden Kunming. Antalet invånare är 23 536. Befolkningen består av 11 818 kvinnor och 11 718 män. Barn under 15 år utgör 24,0 %, vuxna 15-64 år 69 %, och äldre över 65 år 6,0 %.
Genomsnittlig årsnederbörd är 1 600 millimeter. Den regnigaste månaden är juli, med i genomsnitt 406 mm nederbörd, och den torraste är januari, med 2 mm nederbörd.